# Beth England
Bethany England (* 3. Juni 1994 in Barnsley) ist eine englische Fußballnationalspielerin, die seit 2023 für Tottenham Hotspur spielt.

## Karriere

### Verein
Bethany England begann zusammen mit ihrer Schwester Laura in ihrer Geburtsstadt mit sechs oder sieben Jahren in einer Knabenmannschaft mit dem Fußballspielen. Nach drei oder vier Jahren in der Knabenmannschaft gingen die Schwestern ins Sheffield United-girls’ centre of excellence. Nach drei Jahren wechselten sie an die Sheffield United academy, wo sie bis zu ihrem 16. Lebensjahr spielten. Während sich Laura dann mit dem Speerwurf beschäftigte, ging Bethany zu den Doncaster Belles. Mit 17 Jahren hatte sie ihre ersten vier Einsätze für die Belles in der FA Women’s Super League. Im Oktober 2011 wurde sie kurzzeitig an Sheffield Wednesday verliehen. In ihrer zweiten Saison kam sie auf acht Einsätze für die Belles, in denen ihr ihre ersten Liga-Tore gelangen. Die dritte Saison, in der sie neunmal zum Einsatz kam, endete für die Belles mit dem Abstieg. In der ersten Zweitligasaison erzielte sie acht Tore für die Belles, die aber als Zweite knapp den Wiederaufstieg verpassten.
Ein Jahr später wurden sie wieder Zweite, wozu sie 13 Tore beisteuerte, durften nun aber aufsteigen, Bethany wechselte zur Saison 2016 allerdings zum Chelsea LFC und ohne sie stiegen die Belles prompt wieder ab. Für Chelsea kam sie in ihrer ersten Saison zu 13 Einsätzen, in denen ihr drei Tore gelangen. Für Chelsea spielte sie auch in der UEFA Women’s Champions League 2016/17 erstmals auf europäischer Vereinsebene. Sie stand bei der 0:3-Heimniederlage gegen den deutschen Vizemeister VfL Wolfsburg in der Startelf, wurde aber nach 78 Minuten ausgewechselt. Beim 1:1 im Rückspiel saß sie nur auf der Bank.

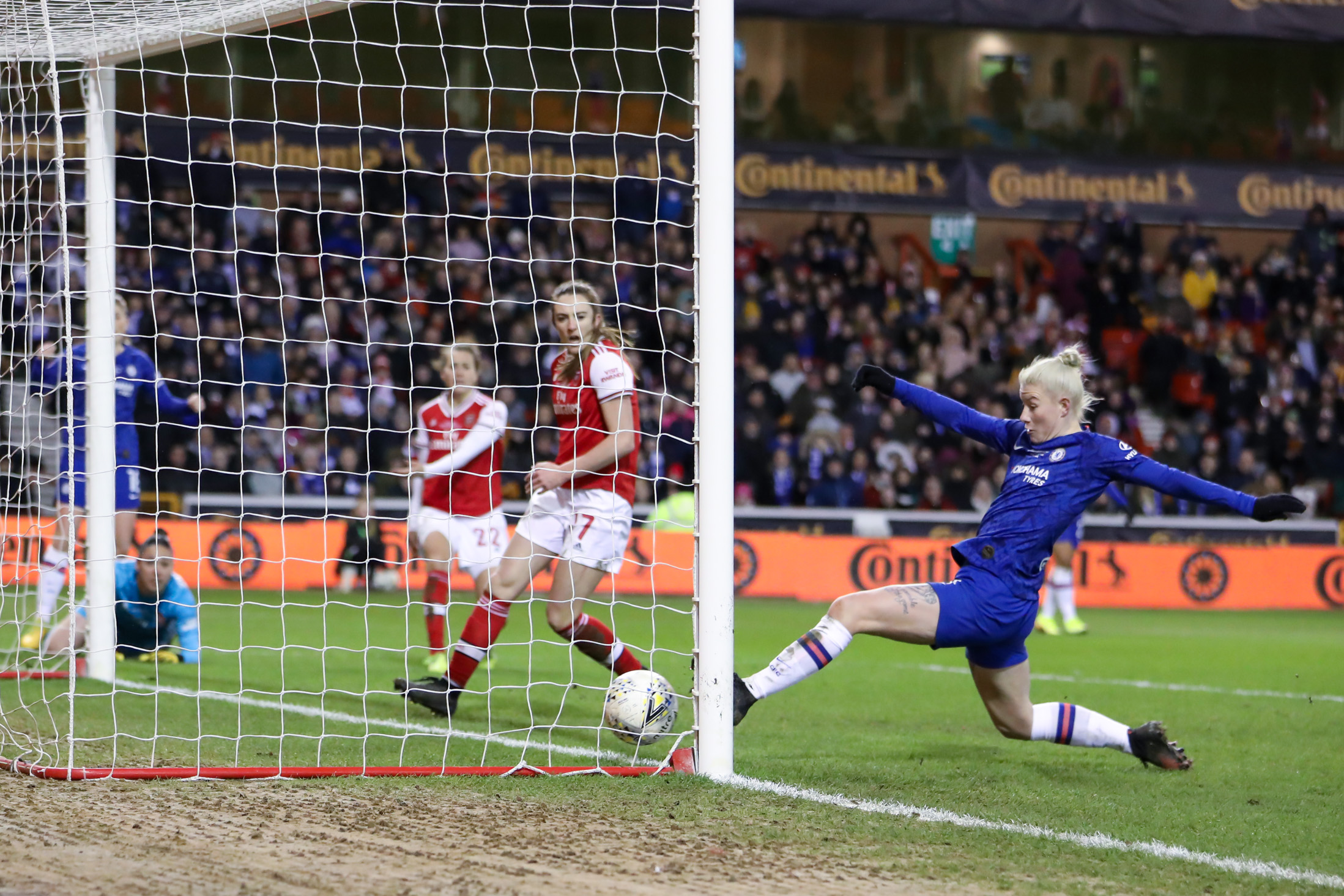
England erzielt in der zweiten Minute der Nachspielzeit das 2:1-Siegtor im WSL-Cup-Finale am 29. Februar 2020 gegen Arsenal

Nach sechs Einsätzen in der gewonnenen FA WSL Spring Series, mit der die Spielzeiten in der FA WSL auf den kontinentaleuropäischen Rhythmus umgestellt wurde, wurde sie für die Saison 2017/18 an den Liverpool FC Women ausgeliehen. Hier brachte sie es erstmals auf eine zweistellige Zahl von Saisontoren, was ihr dann auch in den beiden folgenden Spielzeiten bei Chelsea gelang. In der UEFA Women’s Champions League 2018/19 erreichte sie mit Chelsea das Halbfinale, schied dort aber durch ein weniger geschossenes Tor gegen die dann auch wieder erfolgreichen Titelverteidigerinnen von Olympique Lyon aus. Im WSL-Cup-Finale am 29. Februar 2020 brachte sie ihre Mannschaft zunächst mit 1:0 gegen Arsenal in Führung und erzielte nach dem zwischenzeitlichen Ausgleich auch den Siegtreffer in der Nachspielzeit. Beim COVID-19-Pandemie-bedingten Abbruch der FA Women’s Super League 2019/20 stand Chelsea auf Platz zwei, wurde jedoch durch die beste Quote zum Meister erklärt. Im Sechzehntelfinale der UEFA Women’s Champions League 2020/21 gelangen ihr gegen Benfica Lissabon ihre ersten drei CL-Tore, wonach sie mit den Londonerinnen im Finale den Spielerinnen des FC Barcelona mit 0:4 unterlag. In der UEFA Women’s Champions League 2021/22 schied sie mit Chelsea nach der erstmals ausgetragenen Gruppenphase aus, wobei die Engländerinnen punktgleich mit dem VfL Wolfsburg und Juventus Turin waren, aber die schlechtere Tordifferenz hatten. Bethany kam dabei in fünf Spielen zum Einsatz und erzielte ein Tor beim 3:3 gegen Wolfsburg. In der UEFA Women’s Champions League 2022/23 war sie mit Chelsea automatisch für die Gruppenphase qualifiziert. Sie wurde in den Gruppenspielen zweimal eingewechselt. Als Gruppensieger ist Chelsea für das Viertelfinale qualifiziert, in der im März Titelverteidiger Olympique Lyon der Gegner ist. Diese Spiele finden aber ohne sie statt. Denn im Wintertransferfenster wechselte sie zu Tottenham Hotspur. Mit insgesamt 14 Toren, davon noch zwei für Chelsea, war sie drittbeste Saisontorschützin.

### Nationalmannschaft
Im April 2012 wurde sie bei zwei Spielen der englischen U-19-Nationalmannschaft in der zweiten Qualifikationsrunde zur U-19-Fußball-Europameisterschaft der Frauen 2012 eingesetzt und erzielte beim 6:0-Sieg gegen Wales ihre ersten beiden Länderspieltore. Mit drei Siegen gelang die Qualifikation für die Endrunde in der Türkei. Dort gelang den Engländerinnen aber kein Tor und nur beim torlosen Spiel gegen Serbien ein Punktgewinn, so dass sie nach den drei Gruppenspielen heimreisen mussten. Nach zwölf Spielen für die U-23-Mannschaft, erhielt sie im August 2019 ihre erste Einladung zur A-Nationalmannschaft. Am 29. August wurde sie dann beim 3:3 gegen Belgien in der 75. Minute zu ihrem ersten A-Länderspiel eingewechselt. Am 5. Oktober konnte sie sechs Minuten nach ihrer Einwechslung gegen Brasilien das Tor zum 1:2-Endstand erzielen. Drei Tage später stand sie dann gegen Portugal erstmals in der Startelf, wurde aber nach 65 Minuten ausgewechselt. Es folgten zwei Kurzeinsätze beim SheBelieves Cup 2020 und dann die COVID-19-bedingte Länderspielpause mit Spielabsagen. Erst im Februar 2021 hatte sie beim 6:0-Sieg gegen Nordirland wieder einen 14-minütigen Kurzeinsatz. In den ersten acht Spielen der Qualifikation für die WM 2023 kam sie sechsmal zum Einsatz und erzielte sechs Tore, davon zwei beim 20:0-Rekordsieg gegen Lettland.
Am 17. Mai 2022 wurde sie für den vorläufigen EM-Kader benannt. Am 15. Juni wurde sie auch für den finalen Kader berücksichtigt. Beim Titelgewinn kam sie aber in keinem Spiel zum Einsatz.
Sie wurde auch in den letzten beiden Spielen der Qualifikation für die WM 2023 nach der EM eingewechselt und qualifizierte sich am 3. September mit ihrer Mannschaft durch einen 2:0-Sieg in Wiener Neustadt gegen Österreich für die WM-Endrunde. Im letzten Spiel erhöhte sie ihr Torkonto auf acht. Am 31. Mai 2023 wurde sie als eine von 23 Spielerinnen für die WM-Endrunde in Australien und Neuseeland nominiert. Bei der WM wurde sie in fünf Spielen eingewechselt und wurde Vizeweltmeisterin. Danach kam sie noch nicht wieder zum Einsatz.

## Erfolge
- FA WSL Spring Series-Meister 2017
- FA-Women’s-Super-League-Meister 2017/2018, 2019/2020, 2020/2021, 2021/2022
- Gewinn des Women-FA-Cup: 2017/2018, 2021/2022
- Gewinn des WSL-Cup: 2019/20, 2020/21
- Gewinn des Women's Community Shield: 2020
- Europameisterin 2022 (ohne Einsatz)